# Sua Santità papa Leone XIII
Sua Santità papa Leone XIII és una pel·lícula del 1896 de Vittorio Calcina, una de les primeres pel·lícules existents rodades a Itàlia.
El curtmetratge es va rodar als Jardins del Vaticà molt probablement el 4 de gener d'aquell any, després d'una llarga espera i negociacions amb el prefecte de la Cambra Apostòlica Francesco Salesio Della Volpe i amb la intercessió del nebot del papa, el comte Pecci. Es tracta d'un muntatge de diversos plans amb la benedicció del papa Lleó XIII, que aleshores tenia vuitanta-sis anys, i es va rodar en pel·lícula Lumière. Així, Lleó XIII és l'ésser humà més antic que va aparèixer en una pel·lícula, ja que va néixer l'any 1810.
Això, juntament amb la pel·lícula de 1990 de Michael Rubbo "Vincent et moi" amb Jeanne Louise Calment són les pel·lícules amb els actors més ancians de tots els temps.

## Trama
La pel·lícula consta de tres curtmetratges rodats dins les muralles del Vaticà.
En el primer tram Lleó XIII, precedit per mossèn Della Volpe, entra per la dreta, recolzat en un bastó i s'asseu a una cadira, seguit de mossèn Rafael Merry del Val. Al fons, quatre guàrdies suïssos agenollats amb les seves alabardes dretes saluden el Papa amb una salutació militar i, després d'agitar les mans, s'aixequen. Della Volpe es gira somrient cap al Papa que comença a beneir. A la dreta hi ha un cinquè guàrdia suís, probablement el Comandant (que no agafa l'alabarda).
A la segona part, rodada a l'exterior, als jardins del Vaticà, el carruatge papal entra per l'esquerra arrossegat per un parell de cavalls negres i conduït per un cotxer amb tuba. Per saludar el papa, unes persones agenollades fan el senyal de la creu a l'esquerra del carruatge, que s'atura al mig de l'escena. Della Volpe s'acosta i convida el papa a una altra benedicció i el carruatge marxa de nou de l'escena, escortat per tres guàrdies a cavall.
A la tercera i última escena, Lleó XIII baixa d'un carruatge, rebut per mossèn Della Volpe de genolls. El Papa li entrega el seu saturn, després s'asseu en un banc de pedra. Es treu les ulleres i s'ajusta el solideu, i finalment torna a beneir.

## Conservació
La pel·lícula original va ser venuda per la Cineteca Nazionale a la Santa Seu el 1959 en el trentè aniversari dels Pactes del Laterà i a l'obertura de la Filmoteca Vaticana, on encara es conserva.